# البويضة (ببيلا)
البويضة قرية سوريّة تتبع إداريّاً لمحافظة ريف دمشق منطقة مركز ريف دمشق ناحية ببيلا، بلغ تعداد سكانها 8,832 نسمة حسب التعداد السكاني لعام 2004.